# Calico System
Calico System was een Amerikaanse metalcoreband afkomstig uit Saint Louis, Missouri.

## Biografie
De band werd opgericht door een groep vrienden in de herfst van 1998. De band bracht in 2001 een debuut-ep, getiteld Question the Answer. Ze toerden veelvuldig door de Verenigde Staten met eigen optredens, alsook in het voorprogramma van onder meer Poison the Well, Chiodos, Finger Eleven, Hatebreed, Candiria en LoveHateHero.
In 2003 tekenden ze vervolgens een contract bij Eulogy Recordings, waar ze hun debuutalbum The Duplicated Memory uitbrachten. Dit album bestaat uit nummers die ook al op de ep die ze eerder dat jaar zelfstandig uitgebracht hadden stonden, een hernieuwde versie van een nummer van hun eerste ep, plus twee geheel nieuwe nummers.
In 2005 bracht the band het album They Live uit. De video voor titelsingle van het album werd live uitgebracht op het Headbangers Ball van MTV. Nadat in januari van 2007 het derde en laatste album van de band, Outside are the Vultures, op was genomen, kondigde Erik Ramsier aan de band te verlaten om zich te focussen op zijn familie. Even later verliet ook Shawn Keith de band, om  aan de slag te gaan bij een klein record label. Drummer Brad Sexton en gitarist Josh Travis van de lokale Saint-Louis band When Knives Go Skyward werden bij de band gehaald als vervangers.
Toch was de band geen lang leven meer beschoren en op 18 juli 2007 maakte de band in haar blog bekend dat zij uit elkaar gingen. Op 26 december 2009 gaf de band een eenmalig reünieconcert.

## Bezetting
| Laatste line-up - Mark Owens - zang - Justin Haltmar - bas - Rick Giordano - gitaar - Joshua Travis - gitaar - Erik Ramsier - drums | Voormalige leden - Nick Schaflein - bas - Shawn Keith - gitaar - Brad Sexton- drums - Geoff Cardin - gitaar - Ryan Woolsey - drums - Andy Brandemeyer - gitaar - Ramon Woody - zang |

## Discografie
Studioalbums
- 2003: The Duplicated Memory
- 2005: They Live
- 2007: Outside Are the Vultures

Ep's
- 2001: Question the Answer
- 2003: Love Will Kill All